# Sant Aniol d'Aguja
Sant Aniol d'Aguja és una església romànica del municipi de Montagut i Oix (Garrotxa). Aquest edifici és a la vora de la riera de Sant Aniol, que passa a prop del seu absis, i al fons de la vall d'Aguja (o de Sant Aniol). L'església, també anomenada Sant Aniol d'Uja i Sant Aniol d'Aguges, és un temple catòlic del bisbat de Girona dedicat a Sant Aniol.
A l'alta edat mitjana havia estat seu d'un monestir benedictí del mateix nom i més tard d'una parròquia i d'un santuari. Davant de l'església hi ha la casa de Cal Sastre, antiga rectoria i refugi, que s'ha rehabilitat. A l'esplanada davant la font de Sant Aniol és habitual trobar-hi vaques pasturant. Al davant de l'entrada a l'església hi ha un panell amb informació sobre la història del lloc. Forma part de l'Inventari del Patrimoni Arquitectònic de Catalunya des del 1983.

## Descripció
L'ermita de Sant Aniol d'Aguja es troba al final de la vall on neix el riu Llierca. L'església ha sofert en el decurs del temps moltes modificacions que han desfigurat la seva primitiva fàbrica romànica, tot i que encara conserva la planta. La nau original és de volta de canó, allargada en època posterior per la banda de ponent, on es troba la porta d'ingrés, que fins fa poc conservava la ferramenta romànica original. Al timpà hi ha una creu esculpida envoltada per cinc boles. Per sobre la porta hi ha un ull de bou i el campanar d'espadanya d'un sòl ull, construït en temps més moderns. Té un absis semicircular, decorat amb lesenes i arcs cecs típics del romànic llombard. El teulat és a dues aigües.
Des de l'interior s'accedeix a la cripta anomenada Cova de l'Abat, balma subterrània formada per les filtracions de les aigües i que s'ha convertit en capella, amb un altar d'obra adossat a la pedra. Fins a 1936 hi havia un annex tardà a davant, amb coberta d'embigat de fusta, que es va enfonsar. Aquest espai forma ara un petit pati, al qual s'accedeix per una escala de pedra. La façana fou reconstruïda després de 1949 pels soldats que custodiaven la frontera. La petita, també modificada, és al centre i té un ull de bou a sobre. Al capdamunt de la façana hi ha un petit campanar de cadireta.

## Història
Conta la llegenda, sense cap fonament històric, que en temps de l'Imperi Romà mentre Aniol, subdiaca procedent d'Esmirna, predicava el cristianisme per la Gàl·lia, va començar la persecució als cristians i va fugir-ne tot travessant els Pirineus i es va refugiar a la vall d'Aguja. On vivia en solitud i dedicat a l'ascetisme i a la pregària, fins que un dia uns bous que pasturaven van trobar-lo. Aniol va entendre que era tot un senyal i que tocava retornar a la seva tasca apostòlica i va deixar la vall, revenint al Vivarès, on havia predicat. Allà fou detingut i mort.

### El monestir
Uns monjos benedictins, probablement procedents de Santa Maria d'Arles, al Vallespir, fugint de les destruccions causades per les ràtzies normandes, van fundar l'any 859 o 860 un monestir a la vall d'Aguja, dedicat a Sant Aniol on tot sembla indicar ja hi havia una esglesiola. Amb Racimir com primer abat. Un fet sols probable i que es basa en la coincidència dels noms de l'abat d'Arles i el del primer abat documentat a Sant Aniol d'Aguja, Racimir.
Una dotzena d'anys més tard, una delegació d'aquest monestir, segurament encapçalada pel mateix abat Racimir, acudeixen al rei Carles El Calb, que sojornava al cenobi de Sant Dionís, demanant-li la confirmació d'una donació antiga que havia portat a la creació del petit monestir d'Aguja, probablement coetània a aquella fundació. Document que fixa clarament les terres de propietat monacal. Citant elements ben identificables com muntanyes, colls, edificis, etc.i que comprenia les valls de Sadernes, d'Aguja i de Riu, fins al forat de Treu i les cingleres de Gitarriu, i també la possessió de l'església de Sant Llorenç del Mont.
Del primer abat Racimir de Sant Aniol d'Aguja no es conserva cap més notícia, tot i que podria ser ell mateix el «Recemirus Abba» que signà l'acta de dedicació de Santa Maria de Ripoll, l'any 888.
Aguja, però, era un monestir molt petit, amb una comunitat reduïda i situat en una zona excessivament aïllada, de migrats recursos i incapaç d'atreure'n més. Per això  aquesta comunitat benedictina, vers cinquanta anys més tard, s'havia traslladat a la seva possessió de Sous, a l'actualment anomenada muntanya del Mont, després d'abandonar la clotada d'Aguja. A la documentació de 1279 i 1280 ja s'anomena l'església de Sant Aniol com a parròquia depenent del monestir. El trasllat de la comunitat a Sant Llorenç del Mont, engrandí  l'abadia com un monestir independent i influent al comtat de Besalú.

### Parròquia i santuari
De la parròquia de sant Aniol, en depenia alhora Sant Feliu de Riu, i era un santuari. El santuari de Sant Aniol d'Aguja, vigent ja a l'antic monestir, es fonamentava, com s'ha dit, en la tradició de l'establiment de sant Aniol en aquest lloc, procedent del Vallespir, per fer-hi penitència. El sant hi guariria el mal d'ulls amb l'aigua que regalima de la cova de l'Abat, situada al costat de l'església, que va esdevenir un pol d'atracció de pelegrins.
A poc a poc Sant Aniol d'Aguja esdevingué un destacat santuari i centre de pelegrinatge. Fet que comportà millores i aportacions al petit temple. N'és un exemple com el setembre de 1599, Joan Masó i Bartomeu Montada, pagesos i en aquell any obrers del santuari de Sant Aniol, van contractar el pintor olotí Pere Antoni Vilanova i el seu fill Jaume per pintar un retaule destinat a l'esmentada església d'Aguja. També la visita pastoral feta l'any 1667 o la de 1717 ens dona notícies de com Sant Aniol continuava sent un important lloc de pelegrinatge per a les comarques veïnes.
És, doncs, al final del segle XVII que s'inicia una etapa d'esplendor per la parròquia de sant Aniol que s'estén durant el segle XVIII tot i que passà a ser una parròquia sufragània de Sadernes i no sempre comptà amb sacerdot propi.  Degué ser a mitjans d'aquell segle, quan es bastí el retaule barroc del santuari. Hi ha un document fotogràfic d'aquesta peça artística i litúrgica, que va ser destruïda l'any 1936, quan la capella va ser incendiada dins la  violenta reacció al cop d'estat del juliol d'aquell any. Després de la Guerra Civil espanyola i de la Segona Guerra Mundial, com s'ha esmentat, un destacament militar ocupà Sant Aniol i el gran edifici de la rectoria que té a tocar. Els soldats es dedicaven al control de la frontera entre Espanya i França que és relativament a prop. Com s'ha esmentat, els militars netejaren la runa i arranjaren la capella i el 1945 feren l'actual façana de l'església. Però, molt abans, ben entrada la segona meitat del segle XIX, Marian Vayreda, basant-se en la seva pròpia vivència, ens descriu una església de Sant Aniol d'Aguja pobre, atrotinada, envellida i descurada reflectint les dificultats econòmiques i la inseguretat de la vida a la muntanya pirinenca d'una "gent abandonada a son propi valer".

## L'Aplec de Sant Aniol o dels Francesos. Un lloc de contactes i d'intercanvis socials
Una de les festes més celebrades a Sant Aniol d'Aguja era la festa del patró que en principi es celebrava el primer de maig, dia en què havia mort i que l'Església commemora en el cas de molts sants, ja que significa la seva entrada al cel. Més tard es traslladà al dilluns de Pasqua Granada. Tot i que a finals dels anys setanta del segle XX aquest dia deixà de ser festiu en part de les terres gironines i l'Aplec dels Francesos s'avançà al mateix diumenge de Pentecosta.
Sembla que l' origen de l'aplec fou el compliment d'un vot de vila de Sant Llorenç de Cerdans relacionat amb el deslliurament d'una epidèmia de pesta. Així cada primer de maig s'anava en processó fins a la capella de la vall d'Aguja. Fet que implicava una caminada de prop de quatre hores des de la vila del Vallespir. I que continuà viva malgrat la partició de Catalunya pel Tractat dels Pirineus de 1659.
De l'ambient i utilitat social de l'Aplec dels Francesos ens ha deixat testimoni també Marian Vayreda. Remarcant que hi anava gent i colles de jovent de Beget, Oix i Tortellà, com també grups d'Albanyà, Lliurona, Bassegoda i Ribelles. Descriu com els catalans francesos “com de consuetud, venien en professó, seguint la creu parroquial de Sant Llorenç i les banderes gremials de dit poble i de la Muga”. I narra el pas majestuós del “rector de Sant Llorenç, vestit de roquet i estola” seguit dels “pabordes i prohoms de les parròquies per son ordre” i “després venien tots els feligresos, els homes davant, vestits de fosc i brusa negra els més” seguits de les dones també vestides de fosc i amb còfies blanques.

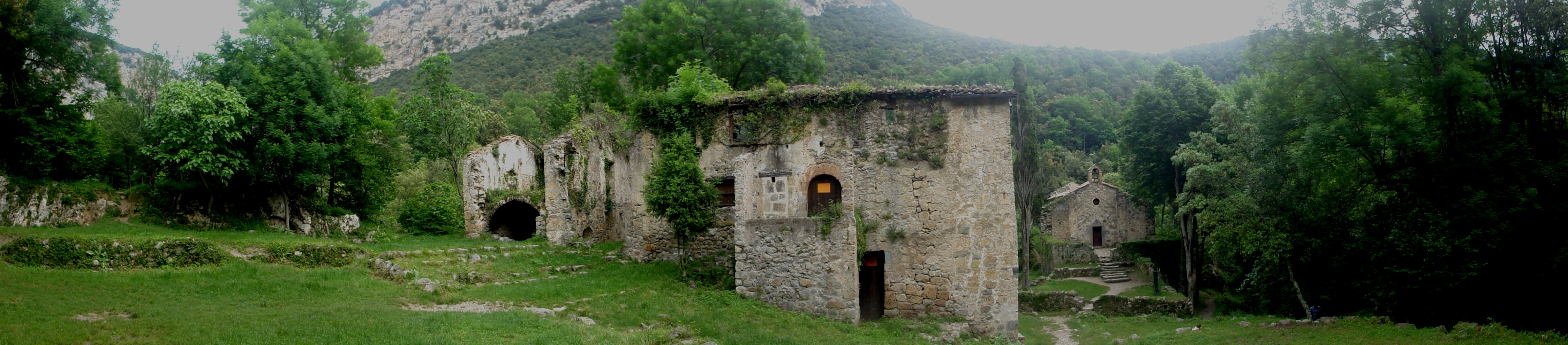
L'antiga rectoria de Sant Aniol d'Aguja abans de ser restaurada entre 2012 i 2025

Vayreda a la seva descripció ens mostra els diferents elements i moments d'aquest aplec amb vessants religiosos, relacionals, festius, comercials, gastronòmics, etc. Era un àmbit de rebre i donar notícies, ja que permetia “inquirir noves del món, que allí no podien mancar, aplegant-s'hi gent de tant indrets diferents”  També es veu l'aplec com un element clau de les relacions humanes perquè permet superar el clos tancat de la família, el mas o el poble. També assenyala com la trobada a Sant Aniol era una avinentesa per ballar i divertir-se. Així com un bon moment per declarar l'amor a l'estimada fent dir a un dels personatges que “aital diada era, en la comarca, senyalada com la més escaienta per als prometatges que volien fer sort”.
Malgrat guerres i altres entrebancs al segle xx, l'Aplec de Sant Aniol tingué continuïtat i cada any era una fita religiosa i social important per a tot el territori a banda i banda de la frontera. Malgrat el despoblament de la muntanya durant la segona meitat d'aquell segle, l'aplec continuà sent motiu de relació humana entre muntanyencs i excursionistes d’ambdós costats de la frontera dels estats. Així, gràcies a la iniciativa i els treballs del Centre Excursionista de Banyoles, el 1956 s'havia convertit l'antiga rectoria en refugi d'excursionistes, del qual en tingué cura l'entitat banyolina i els habitants de molí proper a l'ermita. En paral·lel es reprenia el pelegrinatge de la gent de Sant Llorenç de Cerdans el dia de l'aplec, ambdós fets  van provocar una renaixença de Sant Aniol a mitjans de segle XX. Però el 1982 s'hagué de tancar el refugi pels actes de vandalisme que patia. Novament, el maig de 1986, amb una important tasca de voluntariat, donats els difícils accessos, es finalitzaren les tasques de reconstrucció de la capella que havien durat tres anys.
El 8 de juny de 2025, el diumenge de Pasqua Granada, es culminà una llarga i important reforma del refugi impulsada pels Amics de Sant Aniol d'Aguja. Tot i que, semblava una quimera  pretendre que unes parets que amb prou feines s’aguantaven, lluny del trànsit rodat, podien tornar a acollir vida. Coincidint la inauguració amb una renovada i multitudinària edició de l'Aplec dels Francesos. El refugi és presidint per una fornícula amb una escultura d'un jove sant Aniol. S'ha pres com a guia de restauració l'aspecte que la rectoria tenia en els testimonis fotogràfics d'inicis del segle XX. El gran edifici ha estat dividit en tres parts. Una és un petit refugi lliure amb estufa i electricitat, una segona que serà de refugi guardat i una tercera  dedicada a les activitats dels Amics de Sant Aniol, consorci d'entitats que ha portat a terme la rehabilitació amb milers de petites aportacions particulars i altres d'institucions públiques i privades. També gràcies als centenars d'hores de treball feta per voluntaris.  Fins al refugi no s'hi pot arribar en cotxe i s'ha portat el material més voluminós amb helicòpter. Fet que suposava una despesa econòmica molt important. Per això, el col·lectiu Amics de Sant Aniol han deixat a l'inici de tram final de camí a peu sacs amb material per tal que els excursionistes n'agafessin i els portessin fins a les obres. Això  s'ha realitzat durant anys. En total es calcula que han pujat 282 tones de material.

## El terme de Sant Aniol d'Aguja
El terme de Sant Aniol d'Aguja formava part del de Sant Feliu de Riu a principis del Segle XIX, el qual va ser unit al d'Oix el 1846, i posteriorment aquest al de Montagut i Oix el 1972.

## Galeria d'imatges

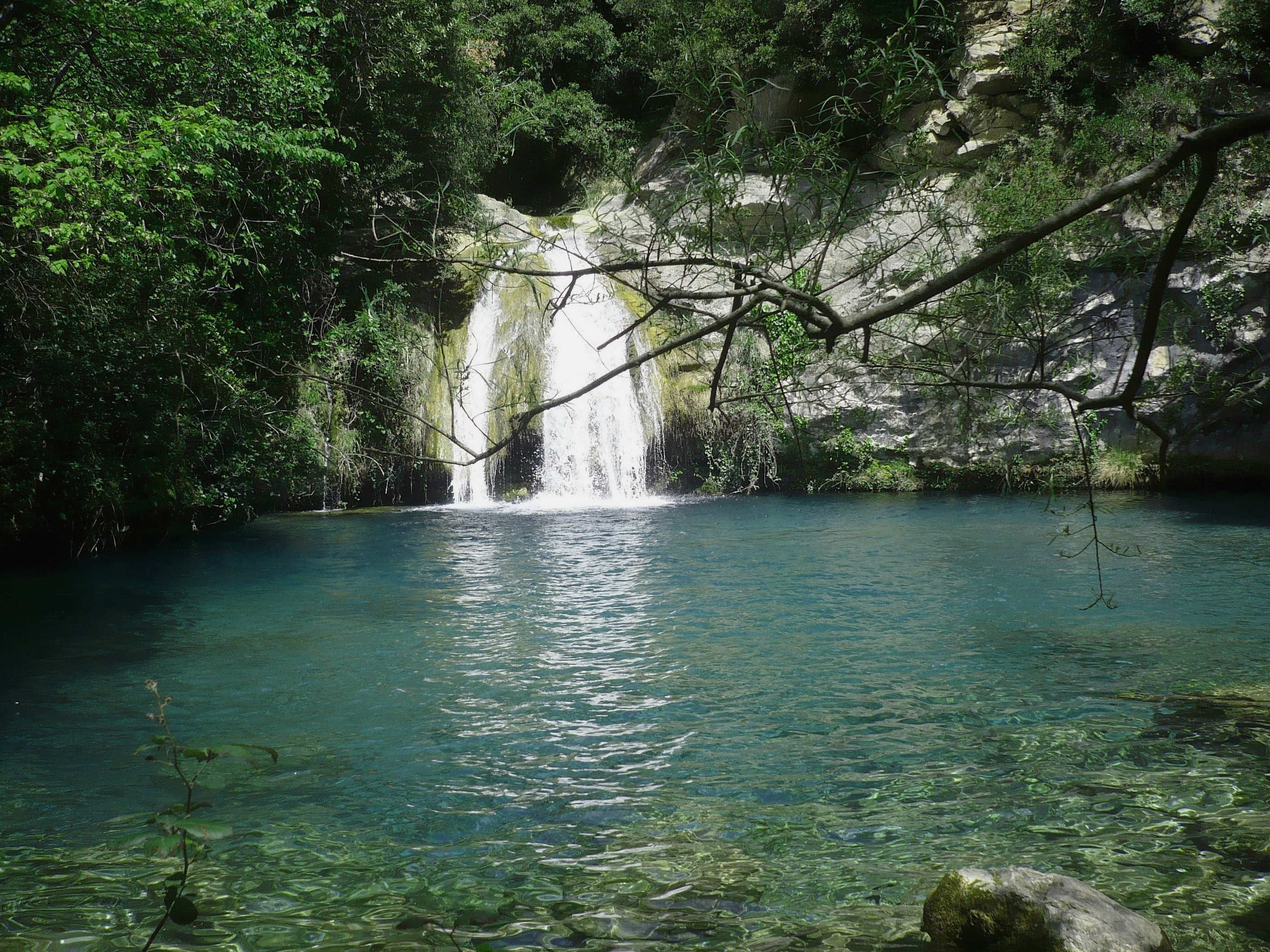
El gorg Blau a Sant Aniol d'Aguja.
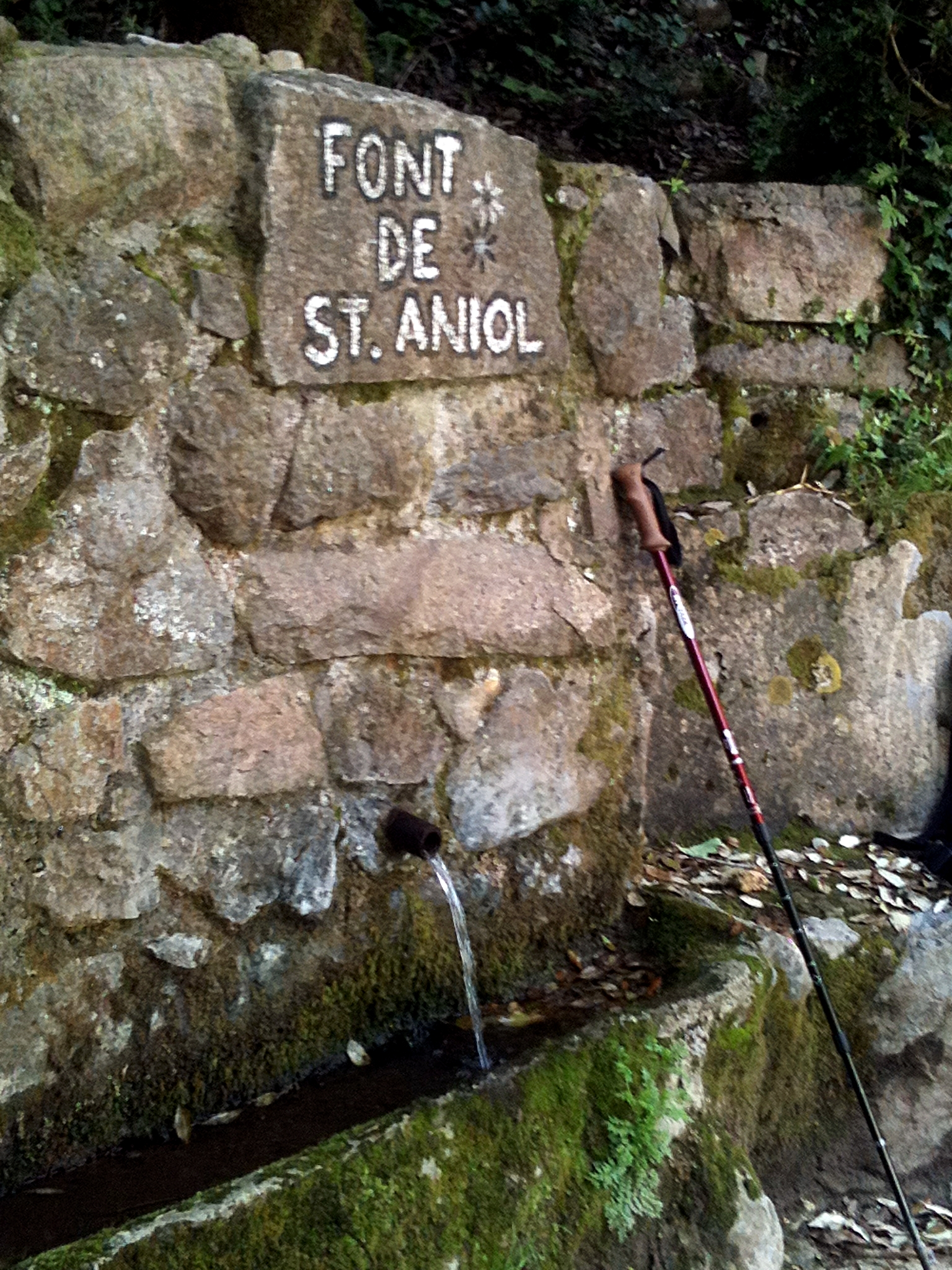
Font de Sant Aniol d'Aguja.
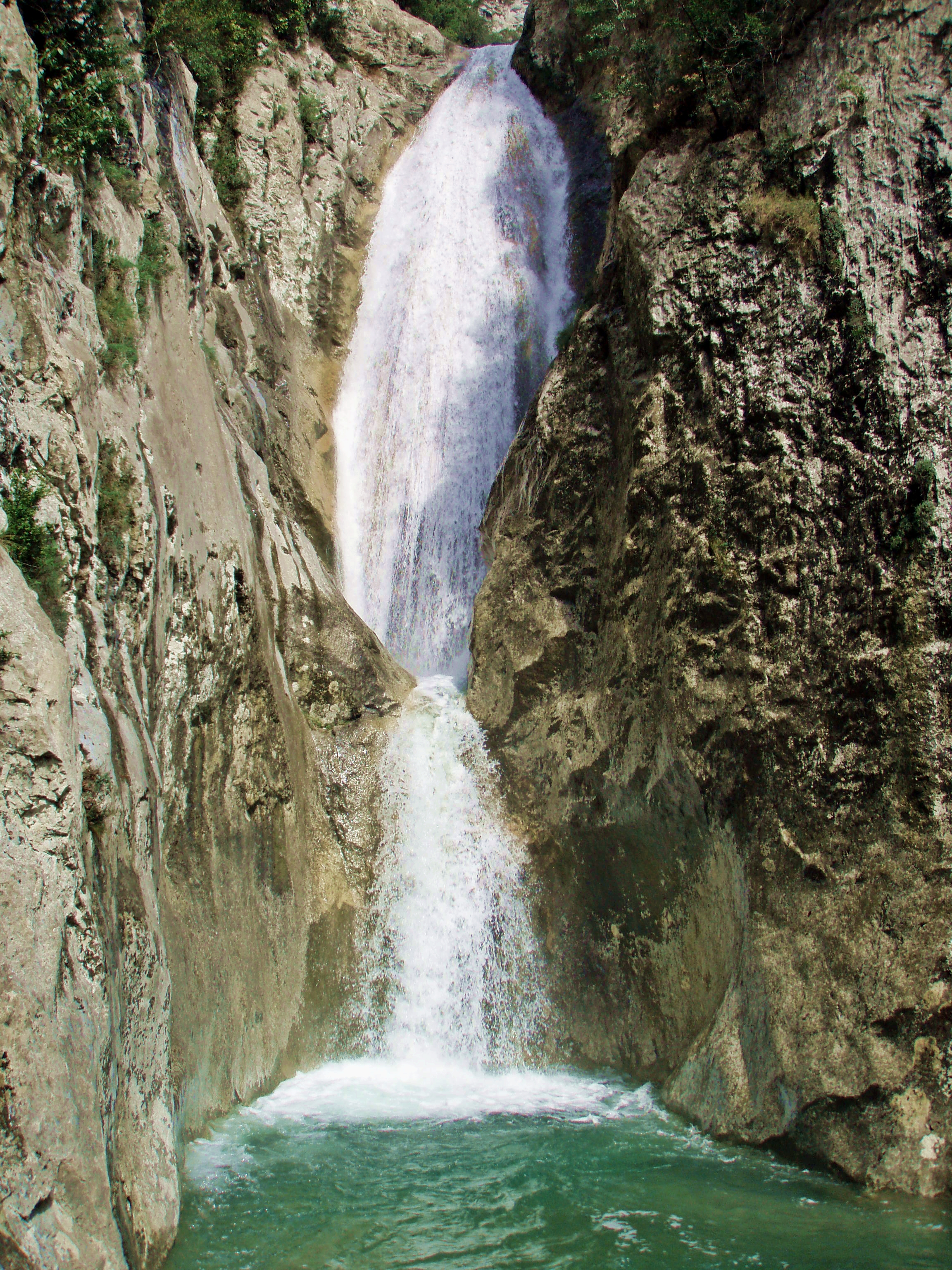
Salt del Brull a Sant Aniol d'Aguja.
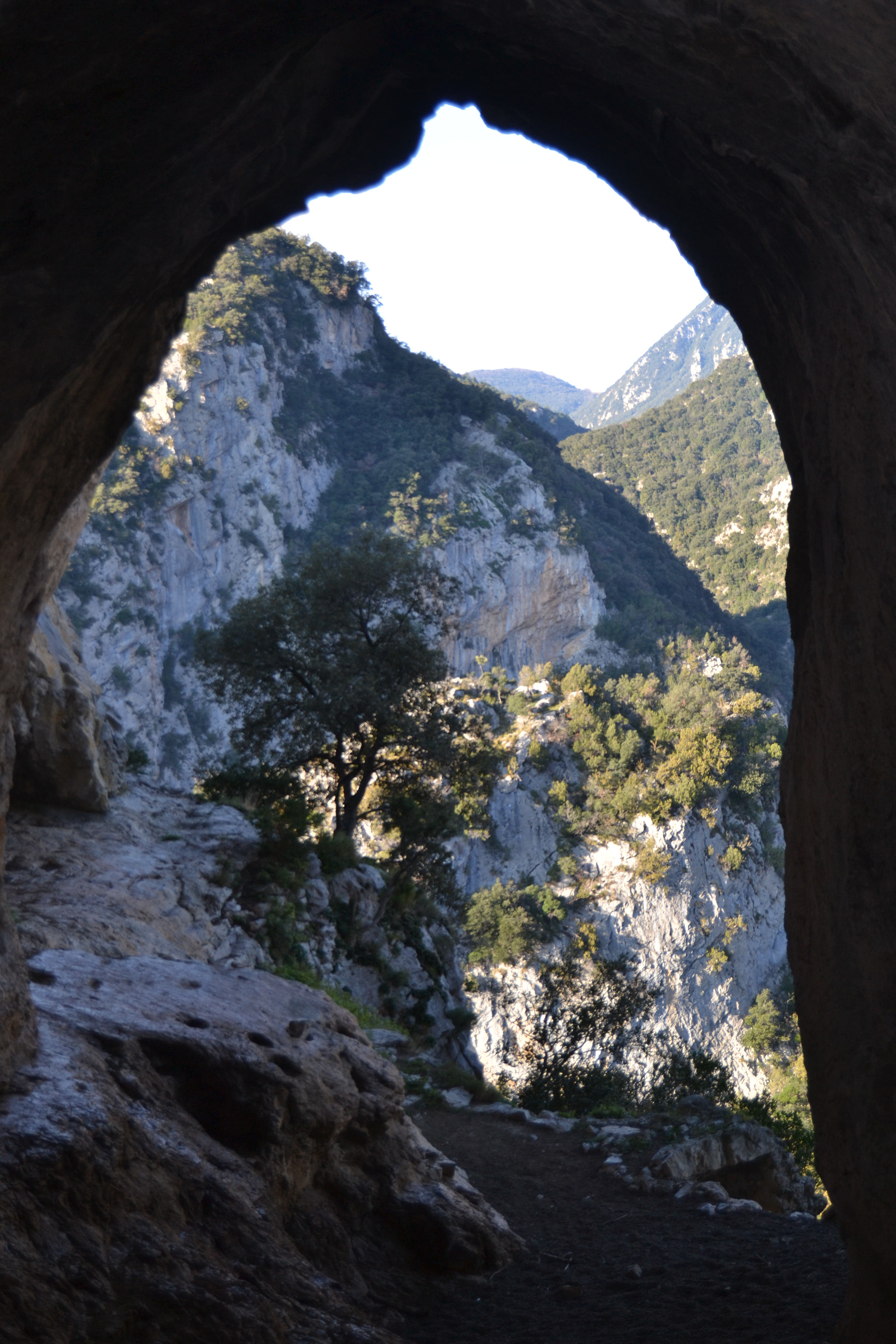
Cova del Bisbe, a la Vall de Sant Aniol.
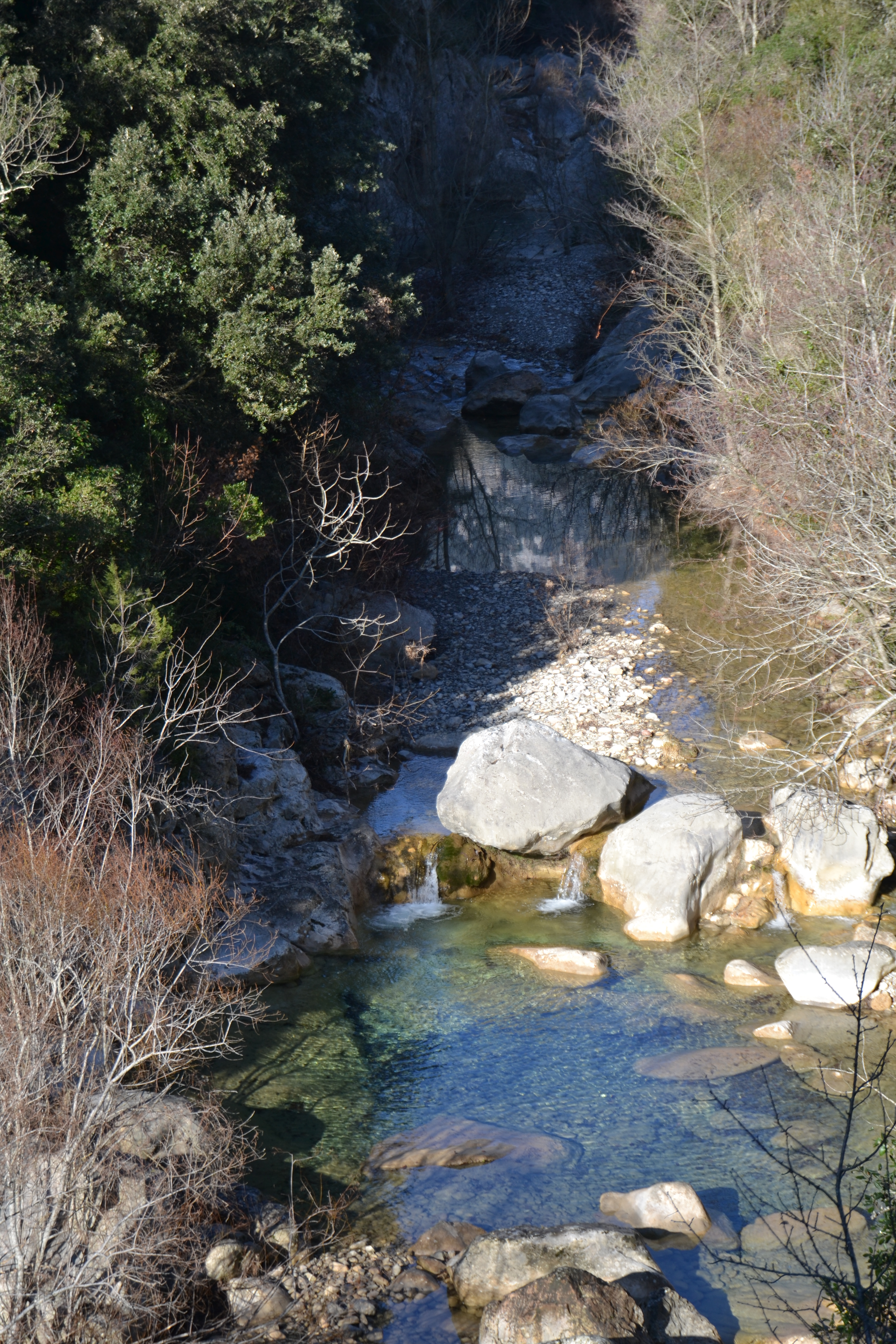
Riera de Sant Aniol.
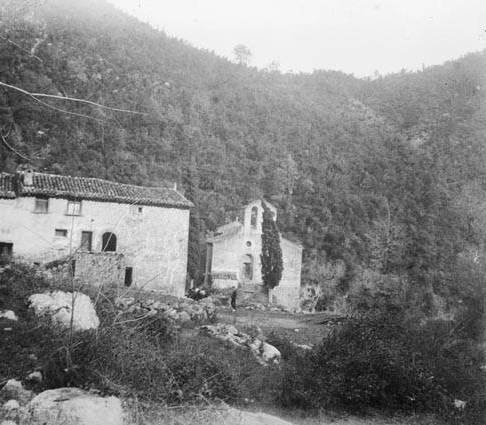
L'ermita, en una imatge de 1917